# ماسيلينو ماسو
ماسيلينو ماسو (بالإنجليزية: Maselino Masoe)‏ (مواليد 6 يونيو 1966) هو ملاكم نيوزيلندي، مثّل بلاده في الألعاب الأولمبية الصيفية في دورتي 1988 و1996.

## روابط خارجية
ماسيلينو ماسو على موقع بوكس ريك (الإنجليزية) (registration required)
- ماسيلينو ماسو على موقع أوليمبيديا (الإنجليزية)